# Chilaophonte maiquillahuensis
Chilaophonte maiquillahuensis is een eenoogkreeftjessoort uit de familie van de Laophontidae. De wetenschappelijke naam van de soort is voor het eerst geldig gepubliceerd in 1985 door Mielke.